# Problema de Alhacén

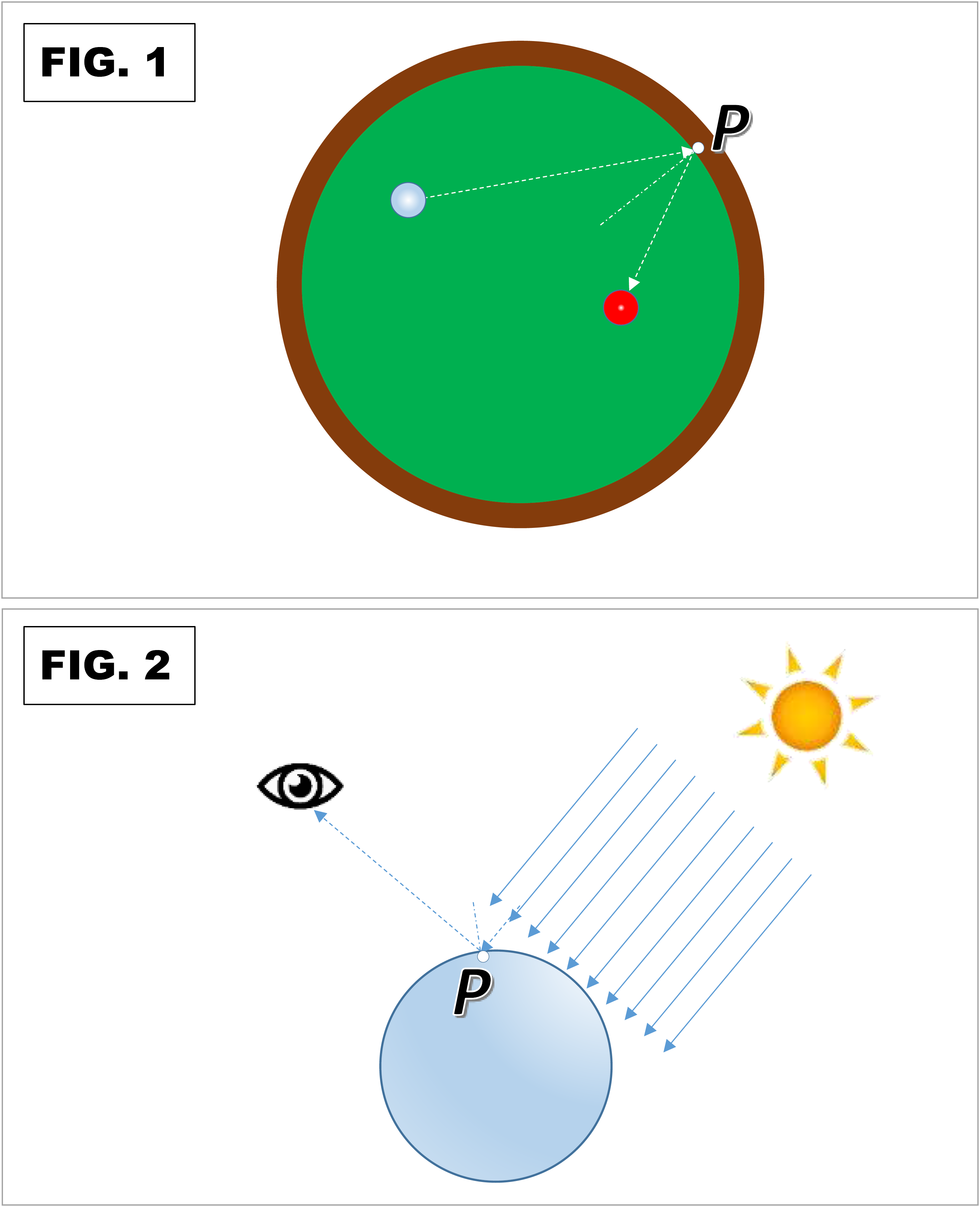
Dos ejemplos del problema de Alhacén:
Figura 1: Problema de la mesa de billar circular, en el que conocidas las posiciones de las dos bolas, se debe determinar el punto P contra el que se debe lanzar la bola blanca para que alcance la roja.
Figura 2: Problema del punto brillante, en el que se debe determinar el punto P de una esfera en el que el observador percibirá el reflejo de la fuente de luz, conocidas sus posiciones relativas y las dimensiones de la esfera brillante.

Originalmente, el problema de Alhacén consiste en determinar el punto de un espejo circular en el que se refleja el rayo de luz procedente de una fuente luminosa que alcanza a un observador dado, conociendo la posición relativa de ambos respecto al espejo. Además de su origen en el campo de la óptica, el problema tiene otras muchas interpretaciones.

## Historia
El trabajo del matemático medieval Alhacén en catóptrica (óptica de espejos) le permitió solucionar en el Volumen V de su Libro de Óptica un problema geométrico importante conocido como problema de Alhacén, aunque fue formulado en primer lugar por Tolomeo en el año 150 d.c. Alhacén solucionó el problema utilizando secciones cónicas y una comprobación geométrica.
Su trabajo se tradujo al latín entre el final de siglo XII y el comienzo del siglo XIII. Vitellius publicó en 1270 una "Óptica" inspirada en gran medida por el tratado de Alhacén y que contiene el problema, pero sin aportar nada nuevo. El trabajo original de Alhacén se publicó por primera vez en Europa en Basilea en 1572.
Matemáticos posteriores como Christiaan Huygens, James Gregory, Guillaume de l'Hôpital, Isaac Barrow, y muchos otros, intentaron encontrar una solución algebraica al problema, utilizando varios métodos, incluyendo métodos analíticos de geometría y derivación por números complejos.
Una solución algebraica al problema fue finalmente encontrada en 1997 por el matemático de Oxford Peter M. Neumann.
Más recientemente, los investigadores de los Mitsubishi Electric Research Labs (MERL) Amit Agrawal, Yuichi Taguchi y Srikumar Ramalingam solucionaron la extensión del problema de Alhazen al caso general de espejos rotacionales simétricos cuadráticos, que incluyen los tipos hiperbólicos, parabólicos y elípticos. Demostraron que el punto de reflexión del espejo puede ser determinado resolviendo una ecuación de octavo grado en el caso más general. Si la cámara (o el ojo del observador) se coloca en el eje del espejo, el grado de la ecuación se reduce a seis.
El problema de Alhazen también puede ser extendido a las refracciones a través de una bola esférica. Dada una fuente de luz y una esfera de índice de refracción conocido, el punto más cercano de la esfera desde el que la luz refractada alcanza el ojo del observador puede ser obtenido solucionando una ecuación de décimo grado.

## Distintos planteamientos del problema
- Geométrico: Dados dos puntos cualesquiera del interior de un círculo situado en un plano, debe determinarse un punto de la circunferencia, de forma que los dos segmentos que lo unen a los dos puntos dados, formen ángulos iguales con la normal a la circunferencia en el punto buscado.
- Geométrico: Deducir un triángulo isósceles inscrito en una circunferencia, cuyos lados iguales pasan por dos puntos dados interiores a la circunferencia.
- Mecánico: Encontrar el punto en el borde de una mesa de billar circular hacia el que hay que lanzar una bola para alcanzar a la otra.
- Óptico: Su aplicación principal en óptica es la de solucionar el problema siguiente: "Dada una fuente de luz y un espejo esférico, encontrar el punto del espejo donde la luz se verá reflejada para el ojo de un observador dado". También es conocido como el problema de la determinación del "Punto brillante" de un espejo.
- Analíticamente, significa la resolución de una ecuación de cuarto grado.[8][9][1]

## Ecuaciones del problema
Las ecuaciones involucradas son las siguientes:
- DATOS DEL PROBLEMA:

- Puntos por los que deben pasar los rayos de luz:

{\displaystyle P_{1}=(x_{1},y_{1})}

{\displaystyle P_{2}=(x_{2},y_{2})}
- Circunferencia de radio r, con centro en el origen:

{\displaystyle x^{2}+y^{2}=r^{2}}

- Punto buscado de la circunferencia, solución del problema:

{\displaystyle A=(x,y)}

- RESOLUCIÓN DEL PROBLEMA:

El punto A es la intersección de las dos curvas siguientes:
- Hipérbola:

{\displaystyle H(x^{2}-y^{2})-2Kxy+(x^{2}+y^{2})(hy-kx)=0}

{\displaystyle (}siendo{\displaystyle :\;H=x_{1}y_{2}+x_{2}y_{1}\ ;\ K=x_{1}x_{2}-y_{1}y_{2}\ ;\ h=x_{1}+x_{2}\ ;\ k=y_{1}+y_{2})}
- Circunferencia:

{\displaystyle x^{2}+y^{2}=r^{2}}

Quedan entonces determinadas las ecuaciones que permiten resolver el problema, buscando los valores donde se anula esta función con las condiciones siguientes:
{\displaystyle [1]\ -r\leq x\leq r}
{\displaystyle [2]\ y=\pm {\sqrt {r^{2}-x^{2}}}}
{\displaystyle [3]\ H(x^{2}-y^{2})-2Kxy+r^{2}(hy-kx)=0}
La resolución numérica de cada caso concreto (para valores determinados de r, P1 y P2) puede encontrarse mediante algún procedimiento de aproximaciones sucesivas, tanteando con los valores de x comprendidos entre -r y r.

## Formulación geométrica

¿Dónde se refleja el rayo de la vela que llega al ojo del observador?

El objetivo es resolver el siguiente problema óptico: "Dada una fuente de luz y un espejo esférico, convexo o cóncavo, determínese el punto de la superficie donde se refleja el rayo de luz antes de llegar al ojo del observador". Este problema es similar a la pregunta: "En un billar circular, ¿en qué dirección se envía la bola para que rebote en el borde del billar antes de alcanzar la bola objetivo?"
La solución para un espejo plano es conocida desde la antigüedad: es el punto de intersección del espejo plano con la línea que une el ojo del observador y la posición simétrica de la fuente de luz con respecto al espejo plano. Esta propiedad se deriva del hecho de que el rayo de luz reflejado permanece en el mismo plano que el rayo incidente y mantiene el mismo ángulo con respecto a la normal a la superficie.
El problema de la reflexión sobre un espejo esférico, en su aspecto simétrico, ya había sido estudia en el siglo II por Claudio Ptolomeo.
Una traducción geométrica de este problema es: «dados dos puntos A y B de un plano y un círculo dado de centro O y radio r, encuéntrese el punto D del círculo tal que la línea (OD) sea la bisectriz del ángulo (ADB)».

## Solución de Alhacén

Conversión del problema de la reflexión en el problema de una secante

Alhacén resolvió el problema utilizando intersecciones de cónicas, presentando una prueba geométrica en 6 lemas en el volumen V de su Libro de óptica (siglo XI). Transforma el problema en la construcción de una secante en un triángulo isósceles:
Tomamos nuevamente la transformación anterior: encontrar el punto D de un círculo de centro O y de radio r tal que (OD) sea bisectriz del ángulo AOB. Para ello, se construye un triángulo isósceles MNP cuyo ángulo de vértice P es igual a AOB. Colóquese en la base [MN] un punto F como {\displaystyle {\frac {FM}{FN}}={\frac {OB}{OA}}}. Trácese por F una secante al triángulo que interseca [NP] en Q y la mediatriz de [MN] sobre S para que {\displaystyle {\frac {SQ}{QN}}={\frac {OB}{r}}} (esta construcción usa la intersección de una hipérbola y de un círculo) y se demuestra que el ángulo SQN es igual al ángulo BOD, donde D es el punto deseado.
No se limitó al espejo esférico, sino que resolvió los casos del espejo cilíndrico y del espejo cónico.

### Sumas de potencias
Este problema llevó a Alhacén a deducir una fórmula para sumar cuartas potencias, donde anteriormente solo las fórmulas para la suma de cuadrados y de cubos habían sido planteadas. Su método puede ser fácilmente generalizado para encontrar la fórmula de la suma de cualquier potencia entera, a pesar de que no llegó a plantear la generalización de su fórmula (quizás porque solo necesitaba la cuarta potencia para calcular el volumen del paraboloide en el que estaba interesado). Utilizó su resultado de la suma de potencias enteras para calcular lo que actualmente se llamaría una integración, donde las fórmulas para las sumas de segundas y cuartas potencias le permitieron calcular el volumen de un paraboloide.

## Soluciones posteriores
La solución de Ibn al-Haytham parece tan complicada que los matemáticos posteriores buscaron soluciones más elegantes.

### Construcción mecánica

Mecanismo articulado de Roberto Marcolongo para resolver el problema de Alhacén

De acuerdo con Roberto Marcolongo (1862-1943), Leonardo da Vinci, al final del siglo XV, buscó en vano una solución matemática al problema de Alhacén antes de proponer una solución mecánica, utilizando un instrumento articulado, un pantógrafo diseñado para garantizar la igualdad de los ángulos AOD y ODB. Al analizar textos y dibujos de algunos cuadernos del Codex Atlanticus, Marcolongo construyó el instrumento articulado en el lado opuesto. El punto O se coloca en el centro del círculo, la longitud OD es fija, e igual al radio del círculo. Las ramas (DA) y (DB) giran alrededor de D manteniendo (OD) como bisectriz, porque el diamante formado por el sistema articulado se deforma mientras se mantiene el vértice opuesto a "D" alineado con O y D. Colocando un alfiler en A en el sistema deslizante de la rama (DA), se hace girar el instrumento alrededor de O para que la segunda rama pase por B.

### Construcciones geométricas

Curva de Barrow para un espejo circular y los puntos A y B. Aquí, los puntos son interiores. La curva cruza el círculo en 4 puntos, todos los cuales permiten la reflexión desde A hasta B (solo se ha dibujado una de las reflexiones)

Isaac Barrow propuso en 1669 calcular la intersección de la circunferencia con una curva que forma un bucle que pasa por A y B, teniendo O como un punto doble y con una asíntota.
René de Sluze propuso una construcción mediante la intersección de una parábola y de un círculo, mientras que Christian Huygens ideó en 1672 un procedimiento que utilizaba la intersección de una circunferencia con una hiperbola equilátera que pasa por el centro de la circunferencia, por los puntos A' y B' inversos de los puntos A y B con respecto al espejo circular, y teniendo como asíntotas las líneas paralelas a las bisectrices del ángulo AOB que pasa por la mitad de [A'B'].
Estas diversas curvas cortan ls circunferencia en dos o en cuatro puntos. Cuando A y B están dentro del círculo, todos estos puntos son soluciones. Si son externos, solo uno de dos puntos es la solución buscada.
|  |  |  |

Abundando en la construcción de Huygens, podemos encontrar el punto de reflexión o rebote del billar circular buscando una elipse de focos los puntos dados P,Q y que sea tangente a la circunferencia. Si lo hacemos, los rayos que parten de un punto se reflejarán en la circunferencia pasando por el otro punto o el punto encontrado será el de rebote en un billar circular si los puntos dados son interiores a la circunferencia.

Para buscar la elipse hacemos lo siguiente:
Se traza un segmento que una el punto medio de los puntos P,Q y el centro de la circunferencia.
Sobre este segmento se marcan 5 puntos y se trazan las elipses con focos P,Q que pasen por ellos.
Se obtienen los puntos M1,....,M5 puntos medios de las intersecciones de la elipses antes trazadas con la circunferencia.
Se determina la cónica que pasa por los 5 puntos M1,...,M5.
La intersección de esta última cónica con la circunferencia es el punto de tangencia común a la circunferencia y la elipse buscada, esto es, el punto de rebote.
El resultado de esta construcción puede verse en la siguiente figura

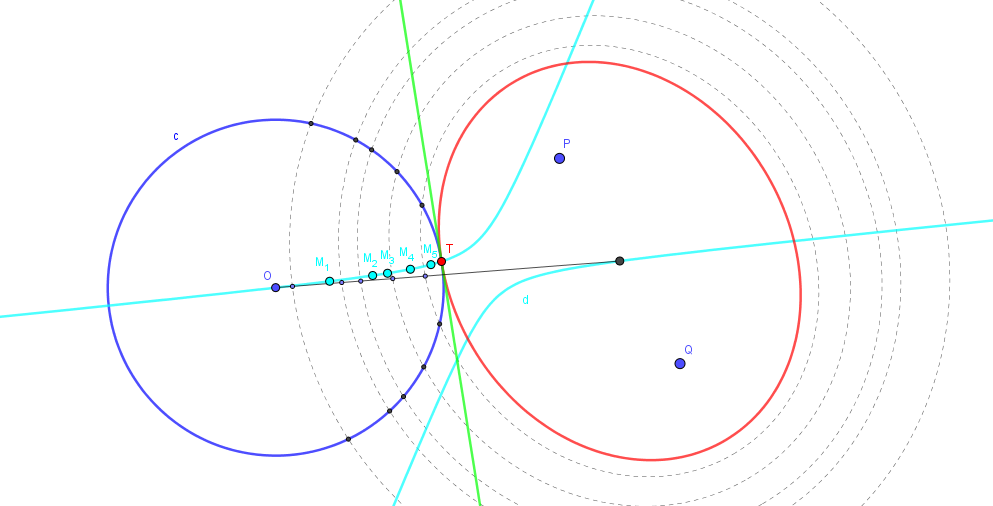
Construcción de la elipse de focos dados y tangente a una circunferencia